# Sonate K. 478
La sonate K. 478 (F.422/L.12) en ré majeur est une œuvre pour clavier du compositeur italien Domenico Scarlatti.

## Présentation
La sonate K. 478, en ré majeur, notée Andante è cantabile, forme un couple avec la sonate suivante de mouvement vif. Par la diversité des thèmes et la variété de ses modulations pour la K. 479, cette paire fait partie des plus réussies parmi les dernières sonates de Scarlatti. Elle présente de manière inversée, la séquence habituelle des mesures binaire et ternaire, la sonate K. 478 étant un menuet, la seconde une pièce brillante alla breve.

## Manuscrits
Le manuscrit principal est le numéro 25 du volume XI (Ms. 9782) de Venise (1756), copié pour Maria Barbara ; les autres sont Parme XIII 25 (Ms. A. G. 31418), Münster (D-MÜp) I 13 (Sant Hs 3964) et Vienne C 12 (VII 28011 C). Une copie figure à la Morgan Library, manuscrit Cary 703 no 121, et une autre ouvre le manuscrit Fitzwilliam de Cambridge, 32 F 12, copié en 1772.

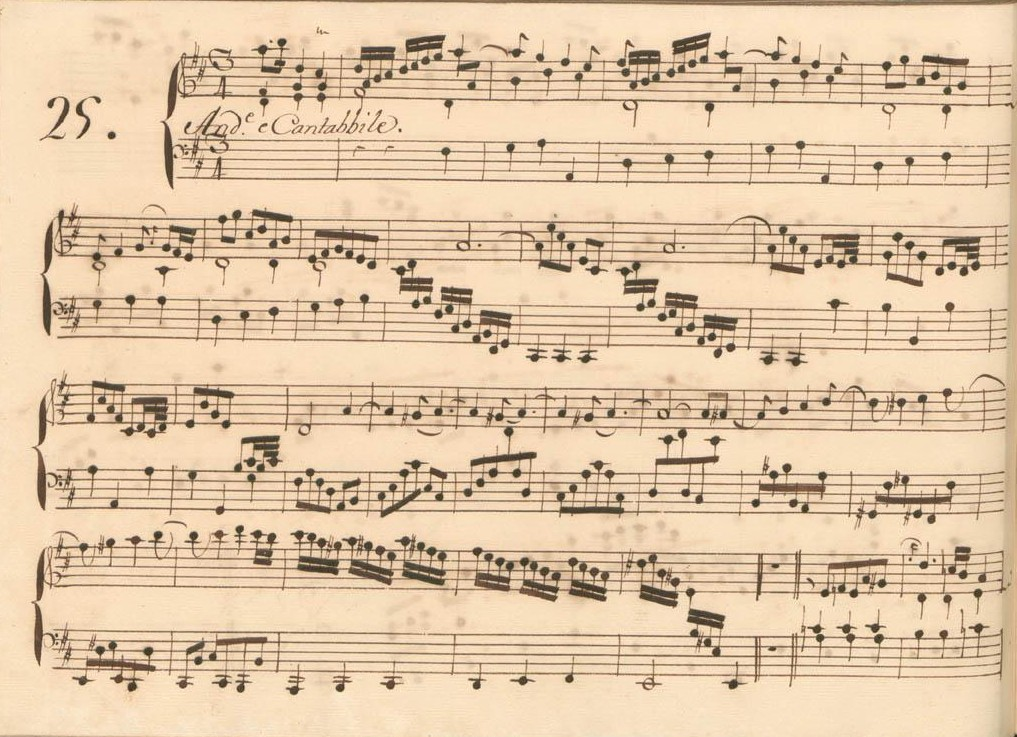
Parme XIII 25.
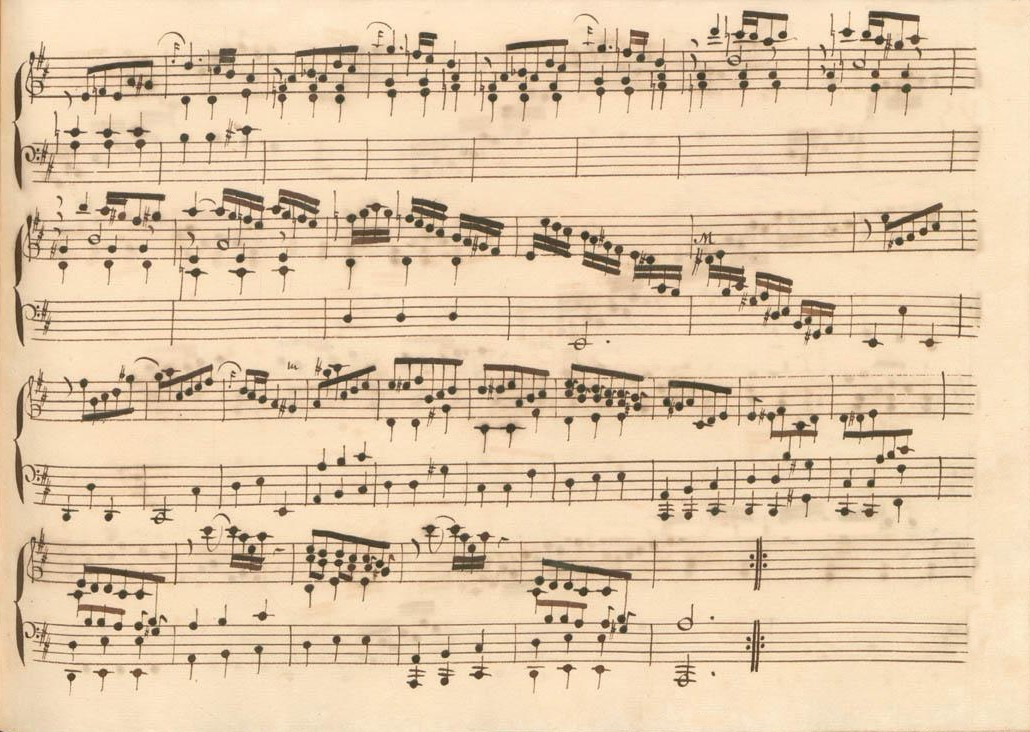
Parme XIII 25 (fin de la première section).
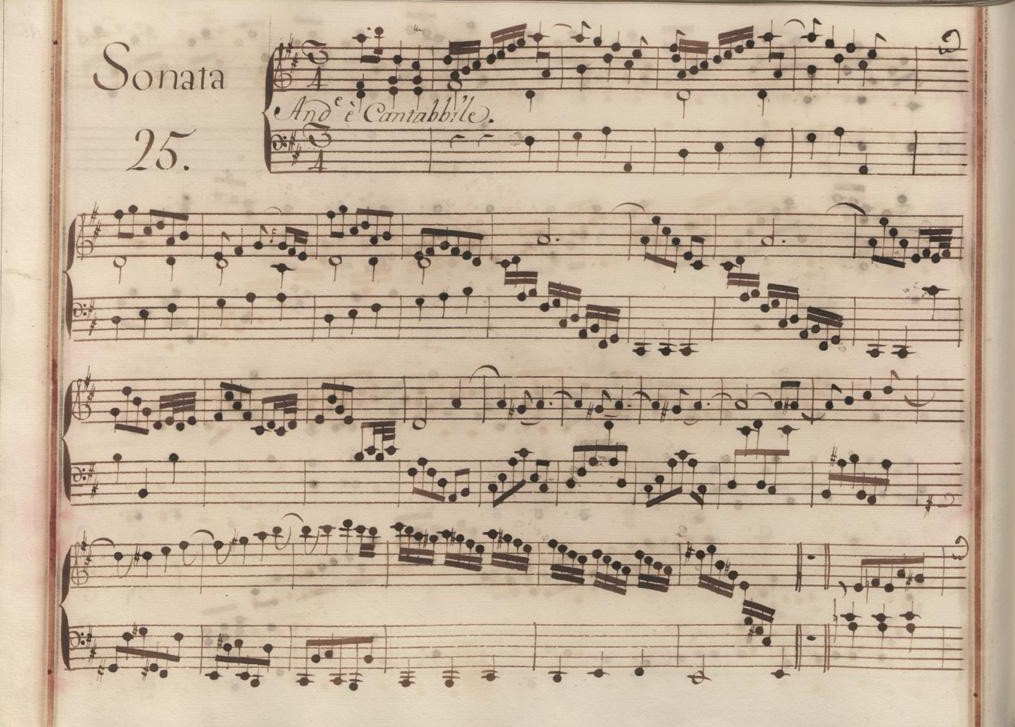
Venise XI 25.
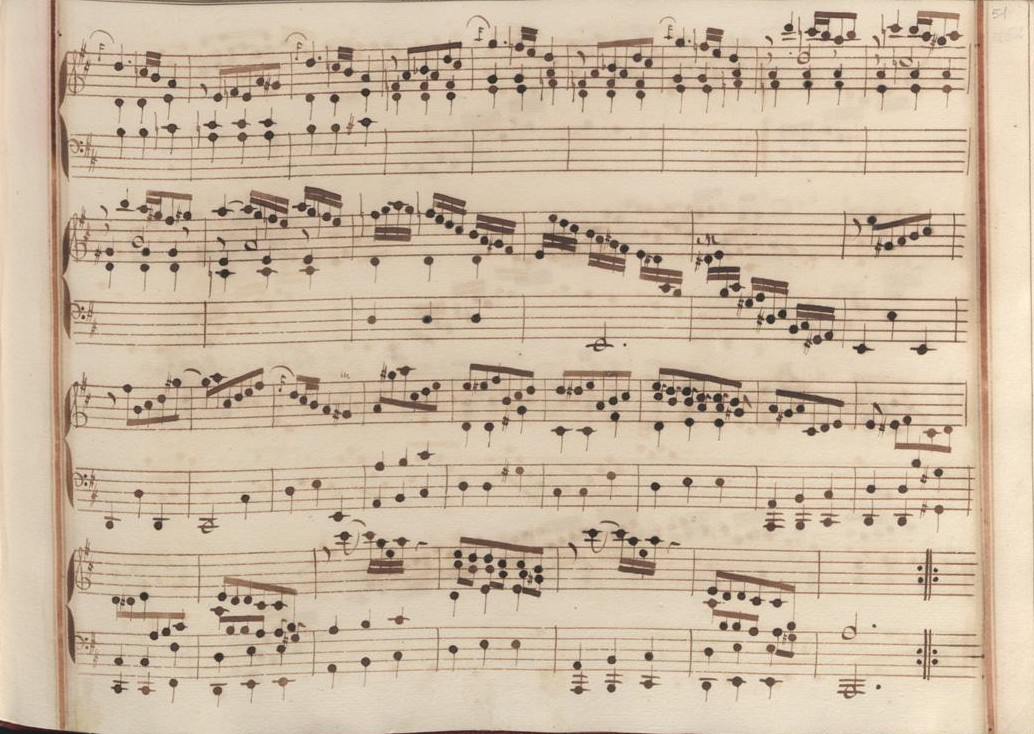
Venise XI 25 (fin de la première section).
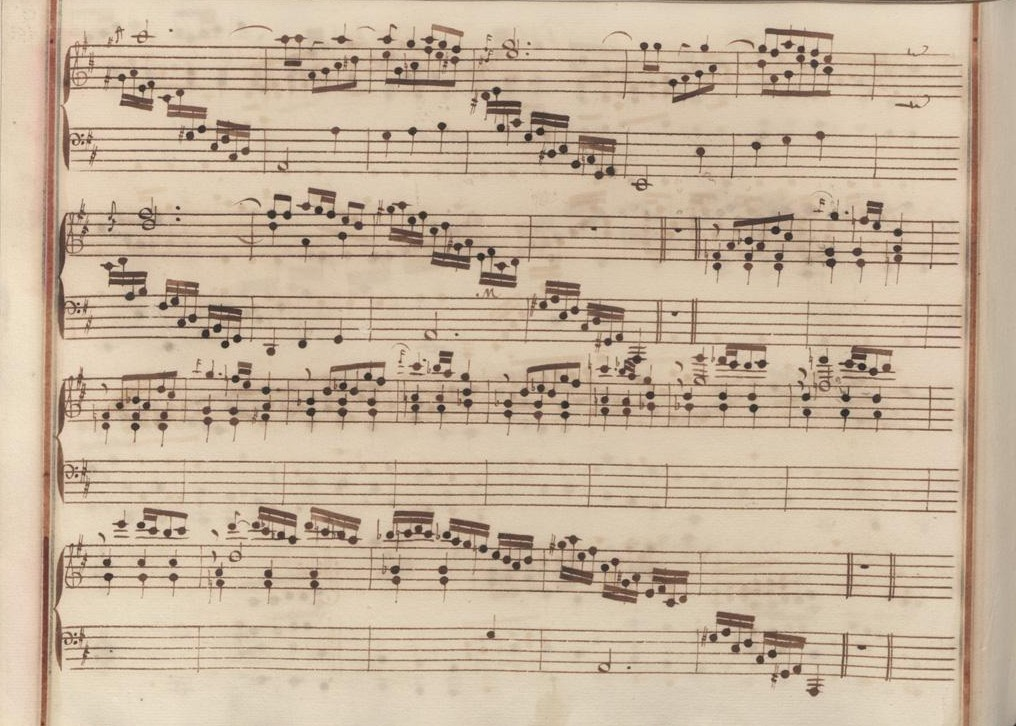
Venise XI 25 (début de la seconde section).
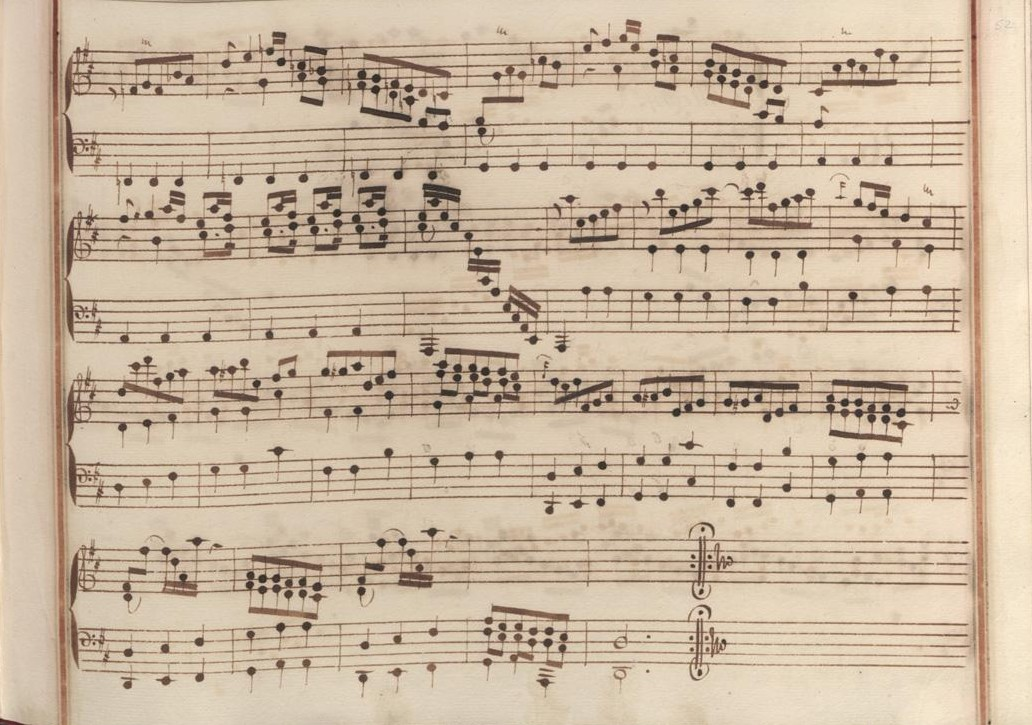
Venise XI 25 (fin de la sonate).

## Interprètes
La sonate K. 478 est défendue au piano, notamment par Marcelle Meyer (1949 et 1954, EMI), Hae Won Chang (1984, vol. 2, Naxos), Ievgueni Zarafiants (1999, Naxos, vol. 6), Carlo Grante (2016, Music & Arts, vol. 5) et Eri Mantani (2016, MDG) ; au clavecin, elle est jouée par Ralph Kirkpatrick (1966, Archiv), Scott Ross (1985, Erato), Colin Tilney (1995, Music & Arts), Kenneth Weiss (2001, Satirino), Richard Lester (2004, Nimbus, vol. 4) et Pieter-Jan Belder (2007, Brilliant Classics, vol. 11).

## Sources
: document utilisé comme source pour la rédaction de cet article.
- Ralph Kirkpatrick (trad. de l'anglais par Dennis Collins), Domenico Scarlatti, Paris, Lattès, coll. « Musique et Musiciens », 1982 (1re éd. 1953 (en)), 493 p. (ISBN 978-2-7096-0118-4, OCLC 954954205, BNF 34689181).
- Alain de Chambure, « Domenico Scarlatti, Intégrale des sonates — Scott Ross », Erato/Éditions Costallat (2564-62092-2 (livret : 2292-45309-2)), 1985 (OCLC 891183737) .
- (en) Carlo Grante, « Domenico Scarlatti, intégrale des sonates pour clavier (vol. 5) », Music & Arts (CD-1294), 2017 (OCLC 1079366528) .
- (es) Celestino Yáñez Navarro (thèse), Nuevas aportaciones para el estudio de las sonatas de Domenico Scarlatti. Los manuscritos del Archivo de Música de las Catedrales de Zaragoza, Université autonome de Barcelone, 2016 (lire en ligne)